# Curaçao
Curaçao (Papiaments: Kòrsou), officieel: Land Curaçao (Papiaments: Pais Kòrsou, Engels: Country Curaçao), is een constituerend land binnen het Koninkrijk der Nederlanden. Het grondgebied van Curaçao bestaan uit de eilanden Groot Curaçao en het onbewoonde Klein Curaçao en de daarbij behorende territoriale wateren.
Het eiland is gelegen in de zuidelijke Caraïbische Zee, net voor de kust van Venezuela. De hoofdstad en grootste plaats van Curaçao is Willemstad.
Tot 10 oktober 2010 was Curaçao een eilandgebied (een soort deelgebied) van de Nederlandse Antillen, wat een voormalig land binnen het Koninkrijk der Nederlanden was.
Curaçao heeft de status van Landen en Gebieden Overzee (LGO) binnen de Europese Unie (EU). Het eiland valt niet onder het grondgebied van de EU, maar de inwoners bezitten wel de rechten van het EU-burgerschap. Het vrije verkeer van werknemers binnen de EU is echter niet van toepassing.
Curaçao trad op 28 juli 2024 als geassocieerd lid toe tot de Caricom.

## Werelderfgoed
Op Curaçao zijn veel overblijfselen van het koloniale verleden. Het duidelijkst is dat terug te zien in de bijzondere architectuur van 17e- tot vroeg-20e-eeuwse panden in Willemstad.
Vanwege de aard en dichtheid van de gebouwen staan de wijken Punda, Otrobanda, Scharloo en het smalgedeelte van Pietermaai in het historisch centrum van Willemstad op de Werelderfgoedlijst van UNESCO. Ook zijn landhuizen en voormalige plantagehuizen tot monument verklaard.

## Etymologie
Over de oorsprong van de naam Curaçao bestaan verschillende theorieën:
Een legende is dat eind 15e eeuw gedurende een van Christoffel Columbus' reizen een aantal Portugese zeelieden scheurbuik opliepen. Om niet op zee te sterven en overboord gegooid te worden, vroegen ze om op een van de nabijgelegen eilanden afgezet te worden. Na het eten van het plaatselijke citrusfruit met een overvloed aan het toen nog onbekende vitamine C herstelden ze volledig. Toen Columbus' schepen een aantal maanden later weer langs de eilanden voeren, verbaasden de zeelieden hun oude maatjes door ze vanaf het strand toe te wuiven. Sindsdien werd het eiland "Curaçao" genoemd, naar het Portugese woord "cura" voor genezing.
Een andere gangbare verklaring is dat het is afgeleid van het Portugese woord voor hart, coração, wat zou verwijzen naar het eiland als een centrum van handel. Dit werd dan door Spanjaarden overgenomen als Curaçao, wat werd gevolgd door de Nederlanders. Een andere uitleg is dat Curaçao verwant is met de naam die de oorspronkelijke inwoners gebruikten om zichzelf mee aan te duiden. Deze theorie wordt ondersteund door vroege Spaanse reisverslagen, die de inheemse bevolking aanduidden als "Indios Curaçaos".
De naam "Curaçao" heeft een associatie gekregen met een specifieke blauwtint, en wordt soms gebruikt als een bijvoeglijk naamwoord, afkomstig van de diepblauwe likeur met de naam blauwe Curaçao.

## Geografie

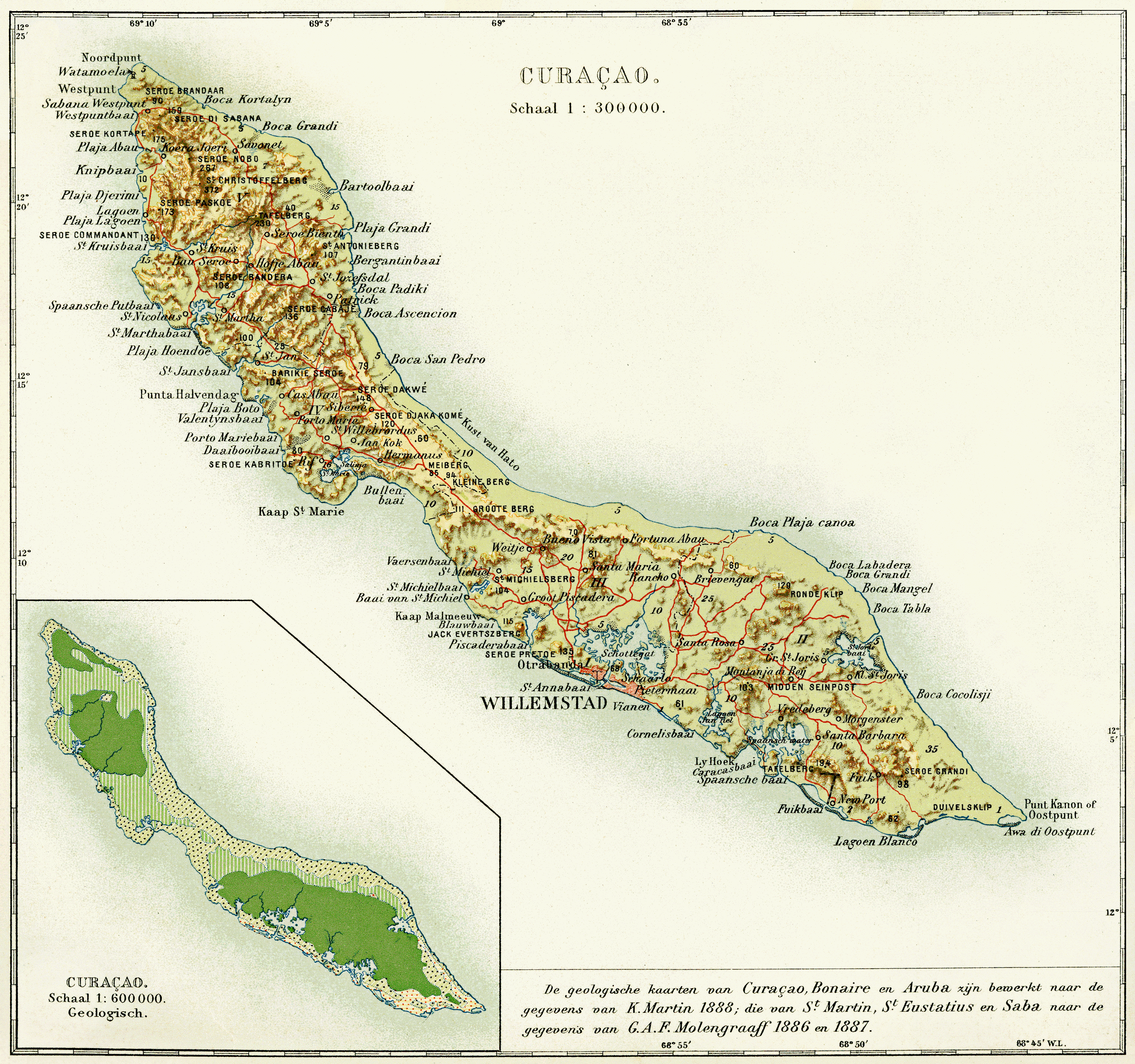
Een gedetailleerde kaart van Curaçao uit de Encyclopaedie van Nederlandsch West-Indië 1914-1917

Curaçao is een tropisch eiland, gelegen in het zuidelijke deel van de Caribische Zee. Het vormt samen met Bonaire en Aruba de Benedenwindse Eilanden, ook wel de ABC-eilanden genoemd. Curaçao is van deze drie eilanden het grootst. Curaçao bestaat uit het eiland Curaçao en het eiland Klein Curaçao, dat 10 kilometer vanaf de oostkust ligt. Het hoogste punt is de Sint Christoffelberg met 375 m. Het eiland bestaat uit koraalkalk en vulkanisch gesteente.
Curaçao heeft zes natuurlijke havens, ontstaan doordat de zee de koraalkalk heeft uitgehold. Aan de zuidwestkant ligt de grootste daarvan, het Schottegat, de haven van Willemstad. Gezegd wordt dat dit de grootste natuurlijke haven ter wereld is. Het Schottegat wordt bereikt via de Sint Annabaai.

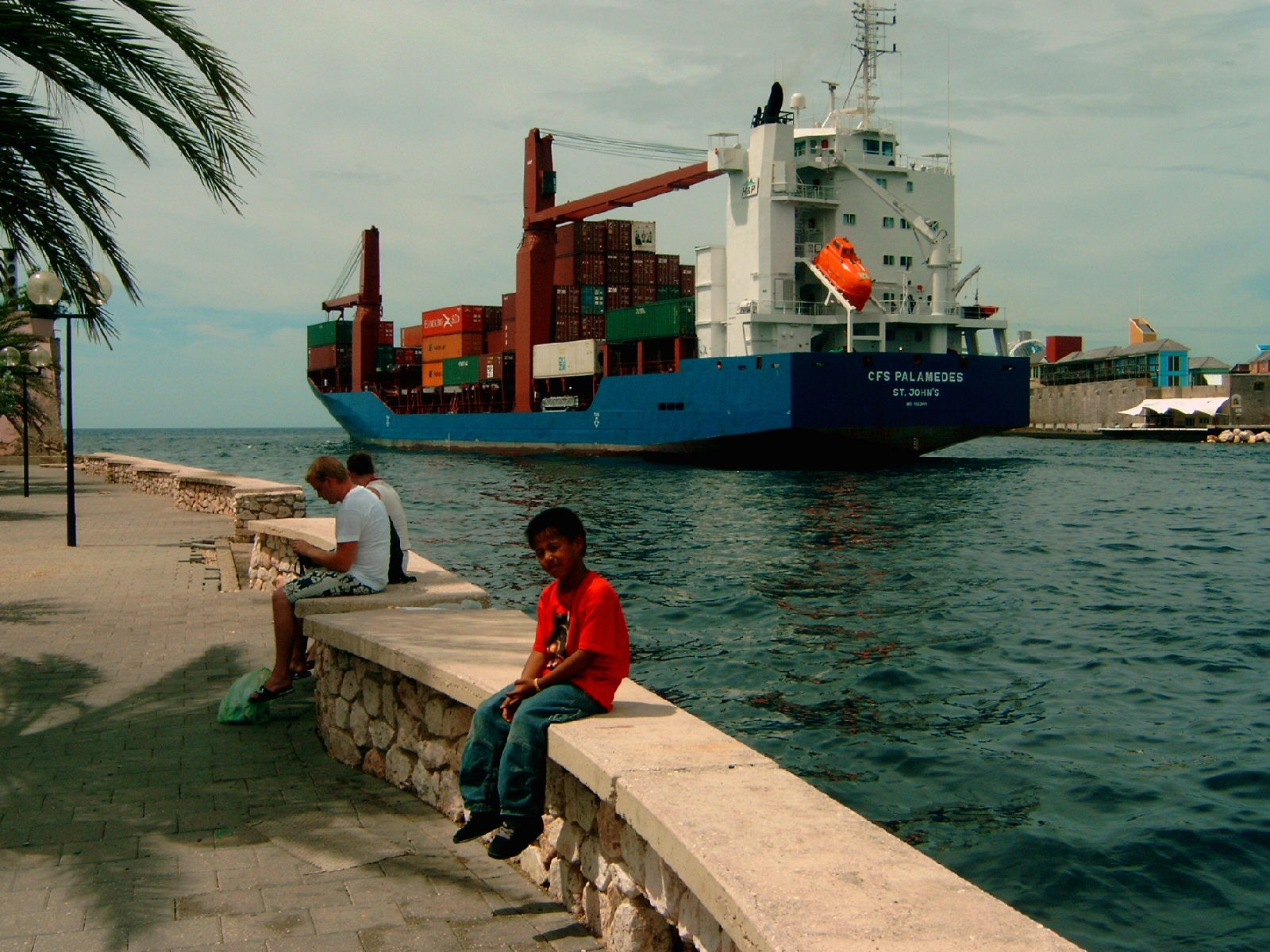
Een containerschip verlaat de haven van Curaçao.
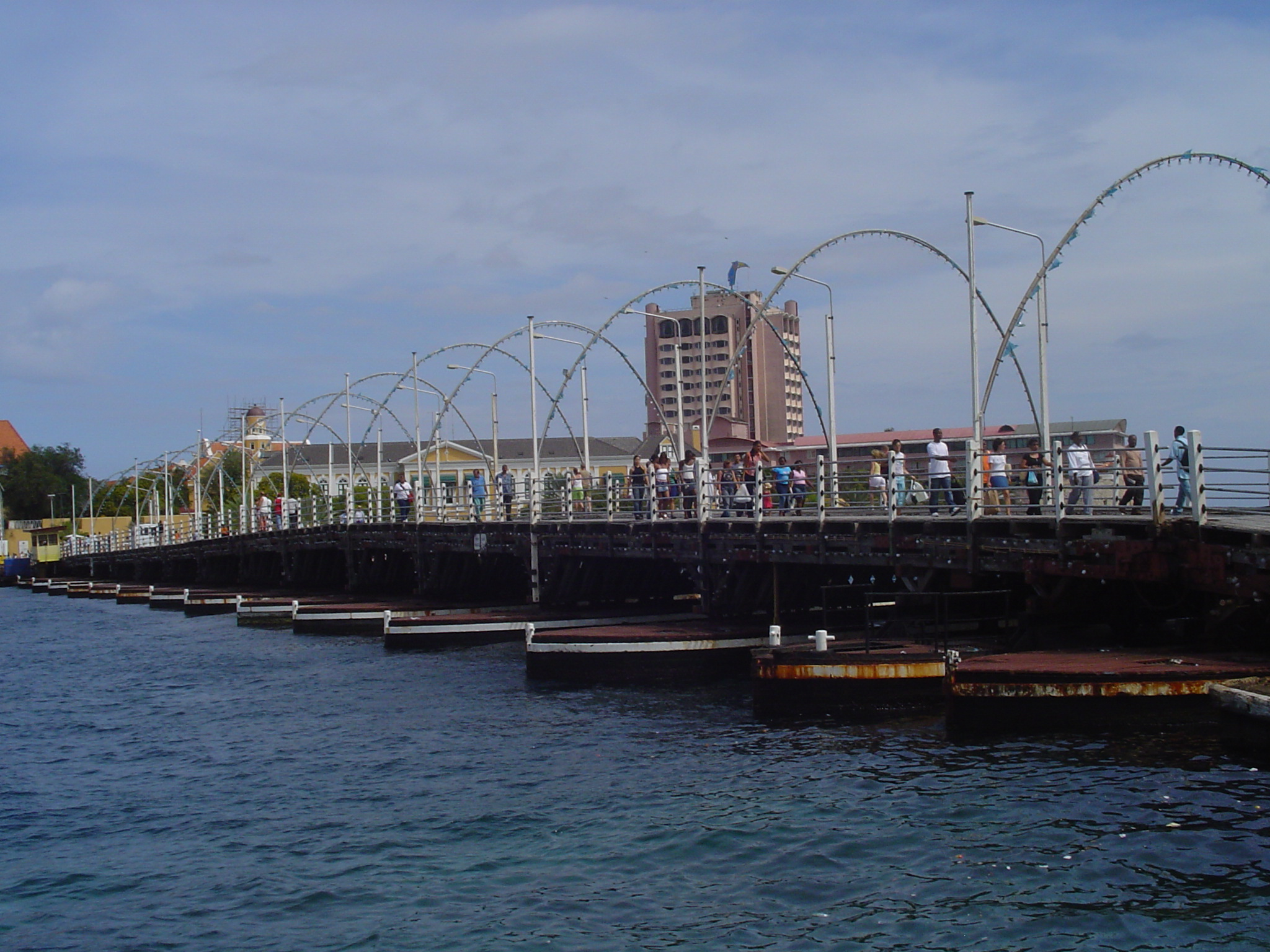
De Koningin Emmabrug (pontjesbrug), Willemstad
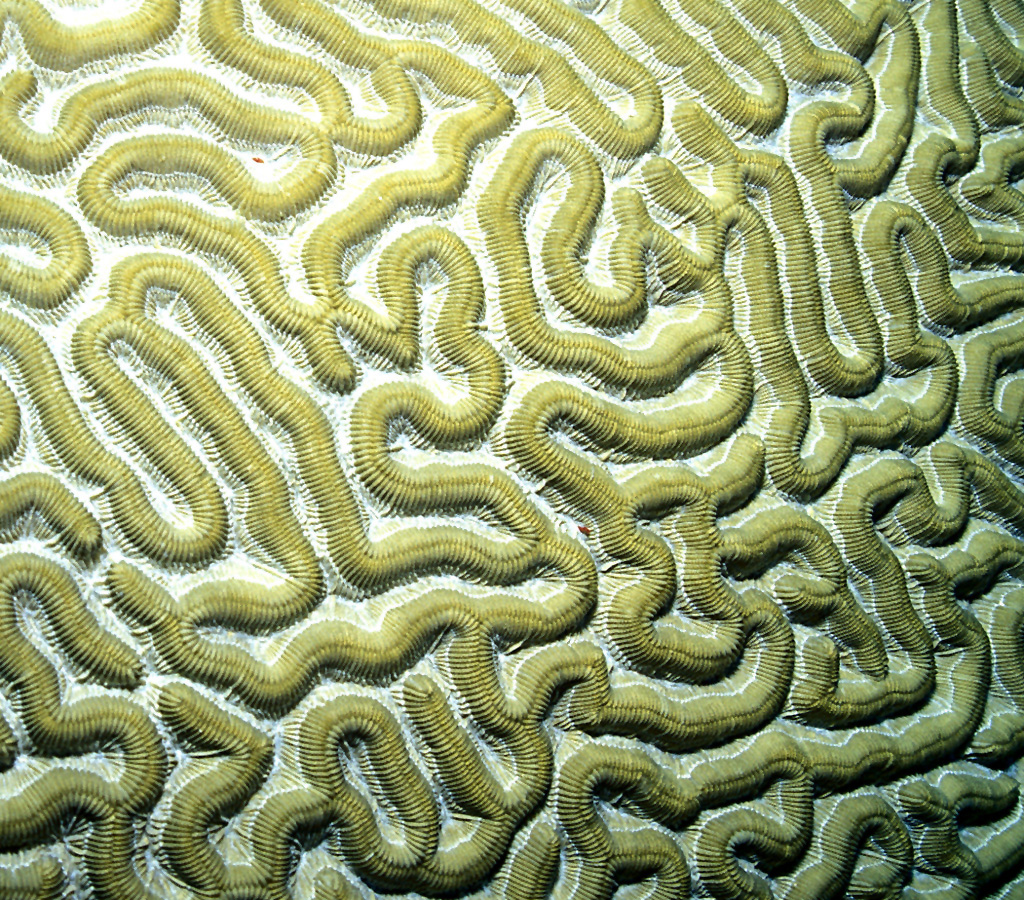
Hersenkoraal, Pseudodiploria strigosa
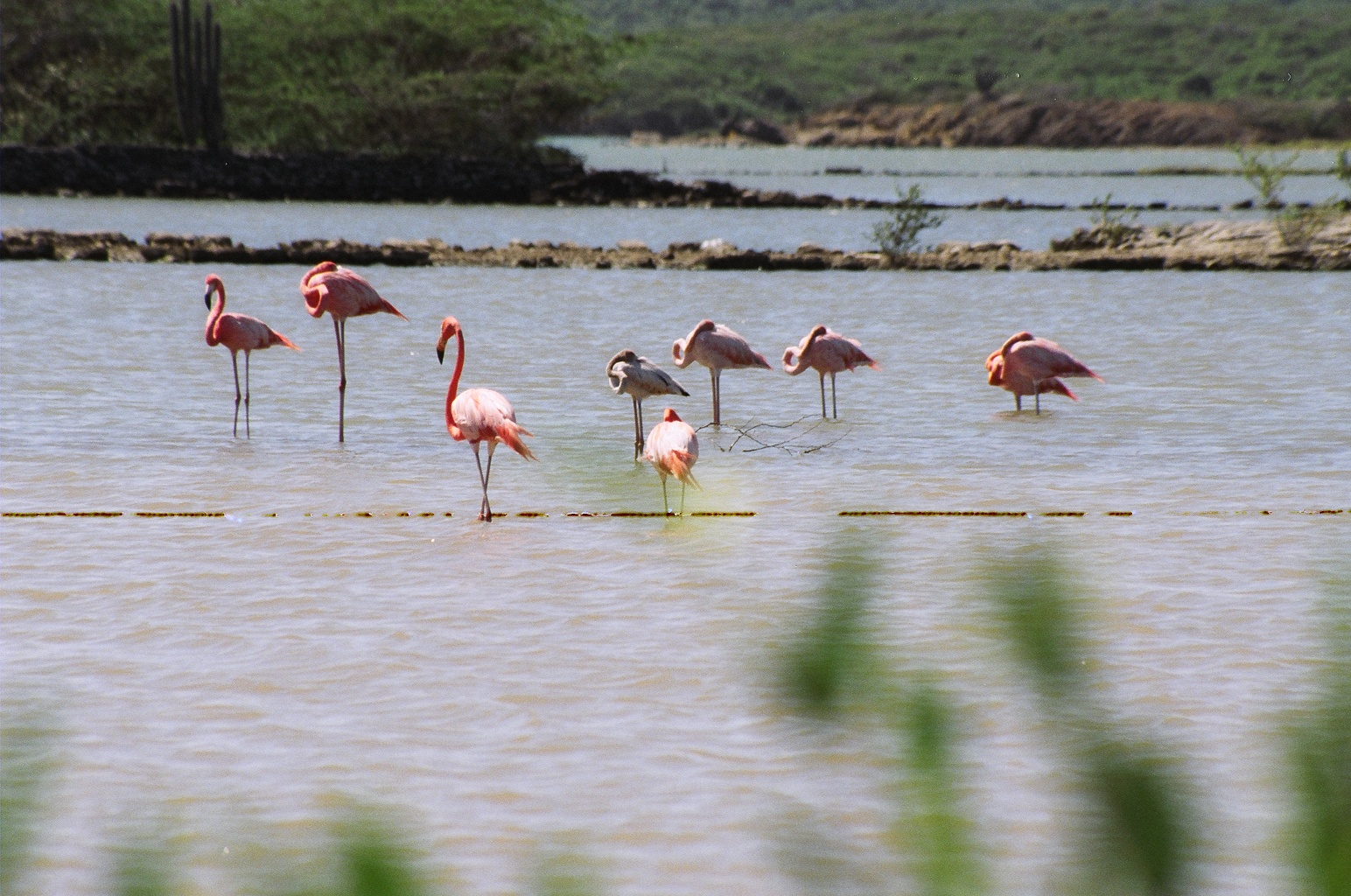
Flamingo's in het natuurgebied bij Sint Willibrordus

Aan weerszijden hiervan liggen de beide stadsdelen van Willemstad: in het oosten het oudste gedeelte: Punda, De Punt, met vele winkeltjes en in het westen de wijk Otrobanda, Papiaments voor De Andere Kant. Beide delen worden sinds 1888 door een houten pontonbrug, de Koningin Emmabrug, met elkaar verbonden. Aan de De Ruyterkade is een levendige drijvende markt waar veelal Venezolanen vanuit hun bootjes koopwaar aanbieden aan klanten op de kade.

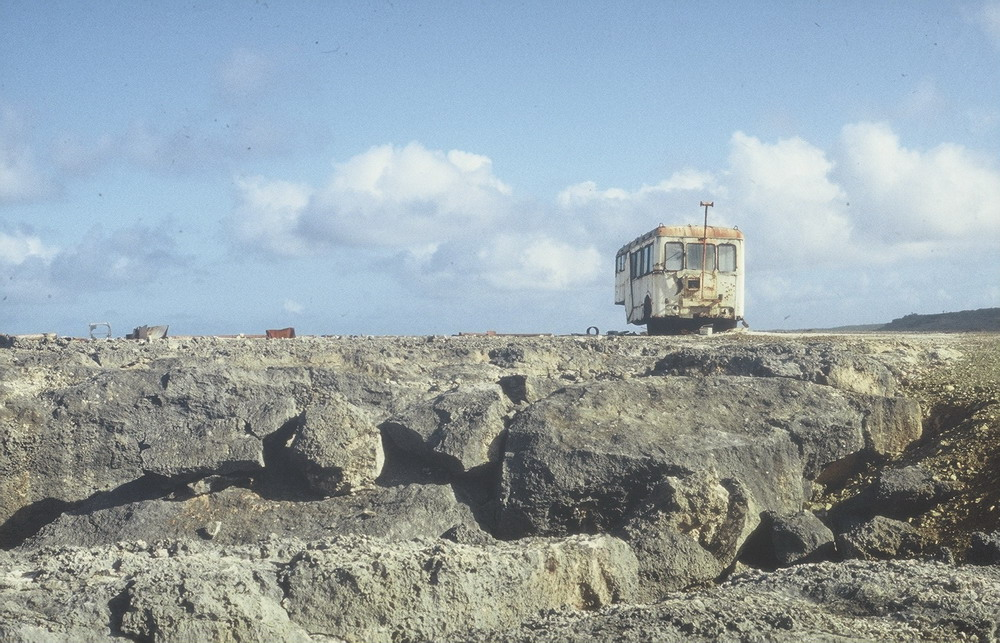
Oostpunt

Oostpunt of Land van Maal bevindt zich in het uiterste oosten van het eiland, en is sinds de jaren 1870 privé-eigendom. Oostpunt meet 54 km² waarvan het grootste gedeelte onbewoond en een wildernis is. Het onbewoonde gedeelte is verboden toegang.

### Plaatsen

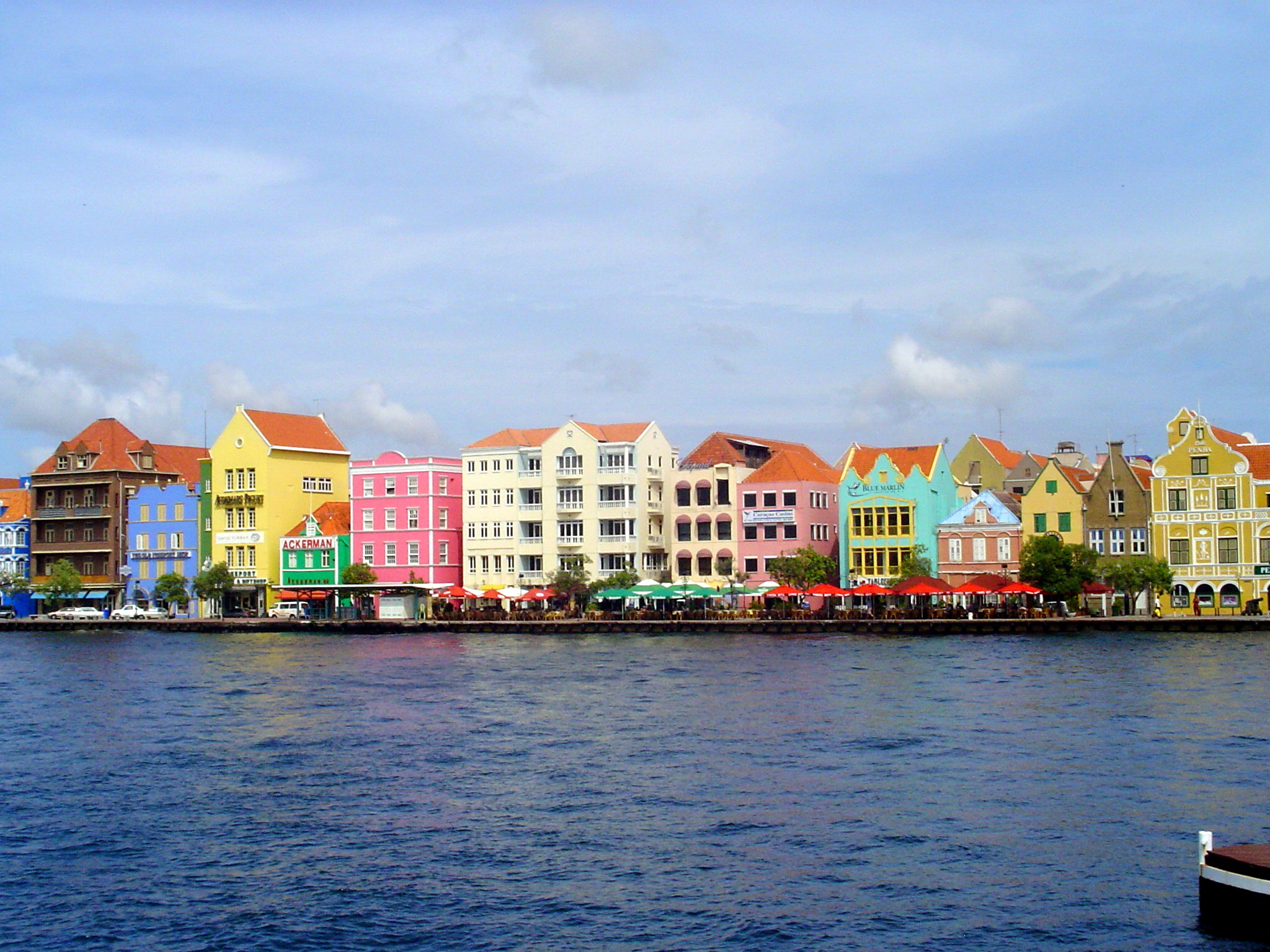
De Handelskade in Willemstad

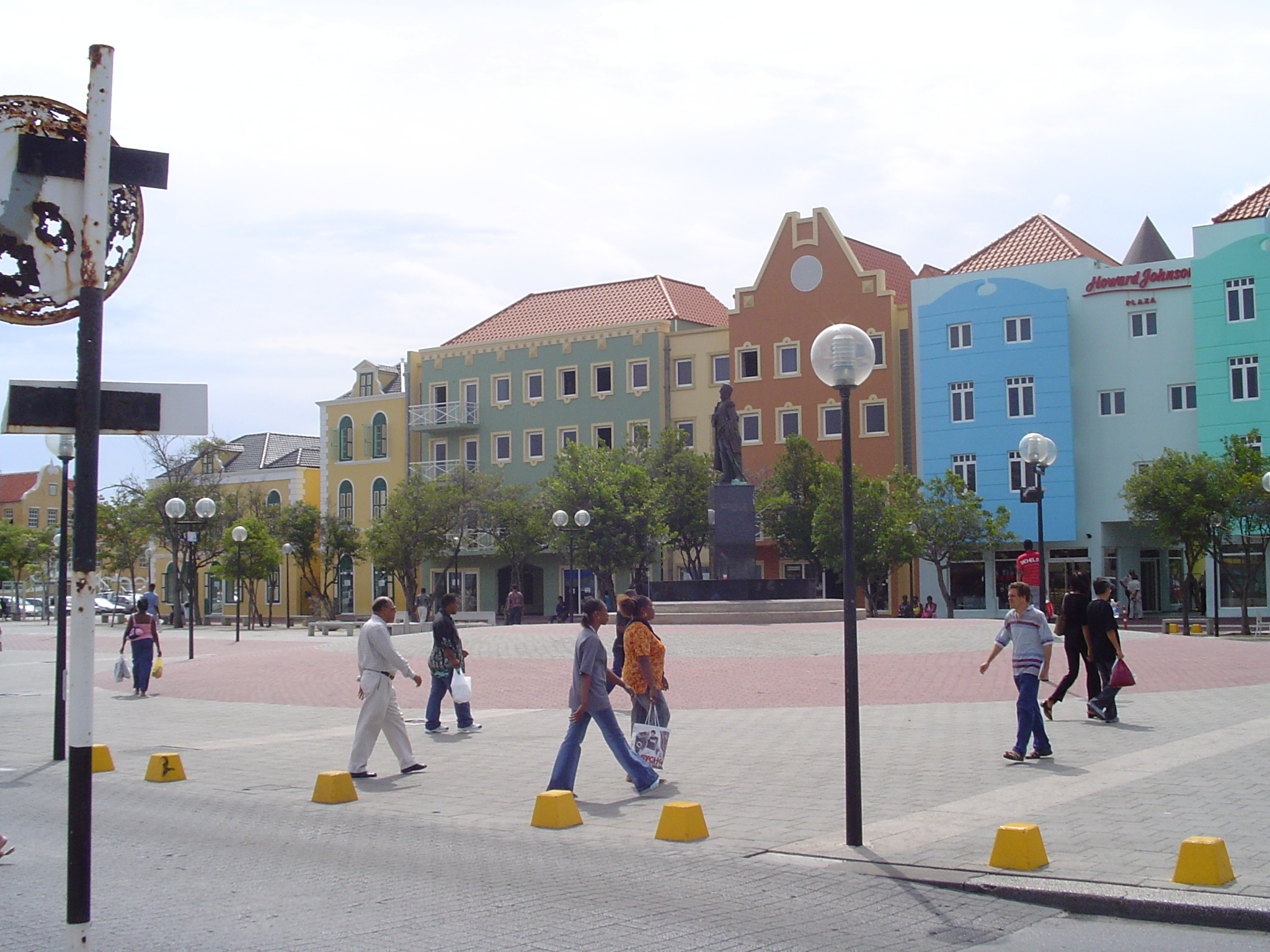
Brionplein, Willemstad

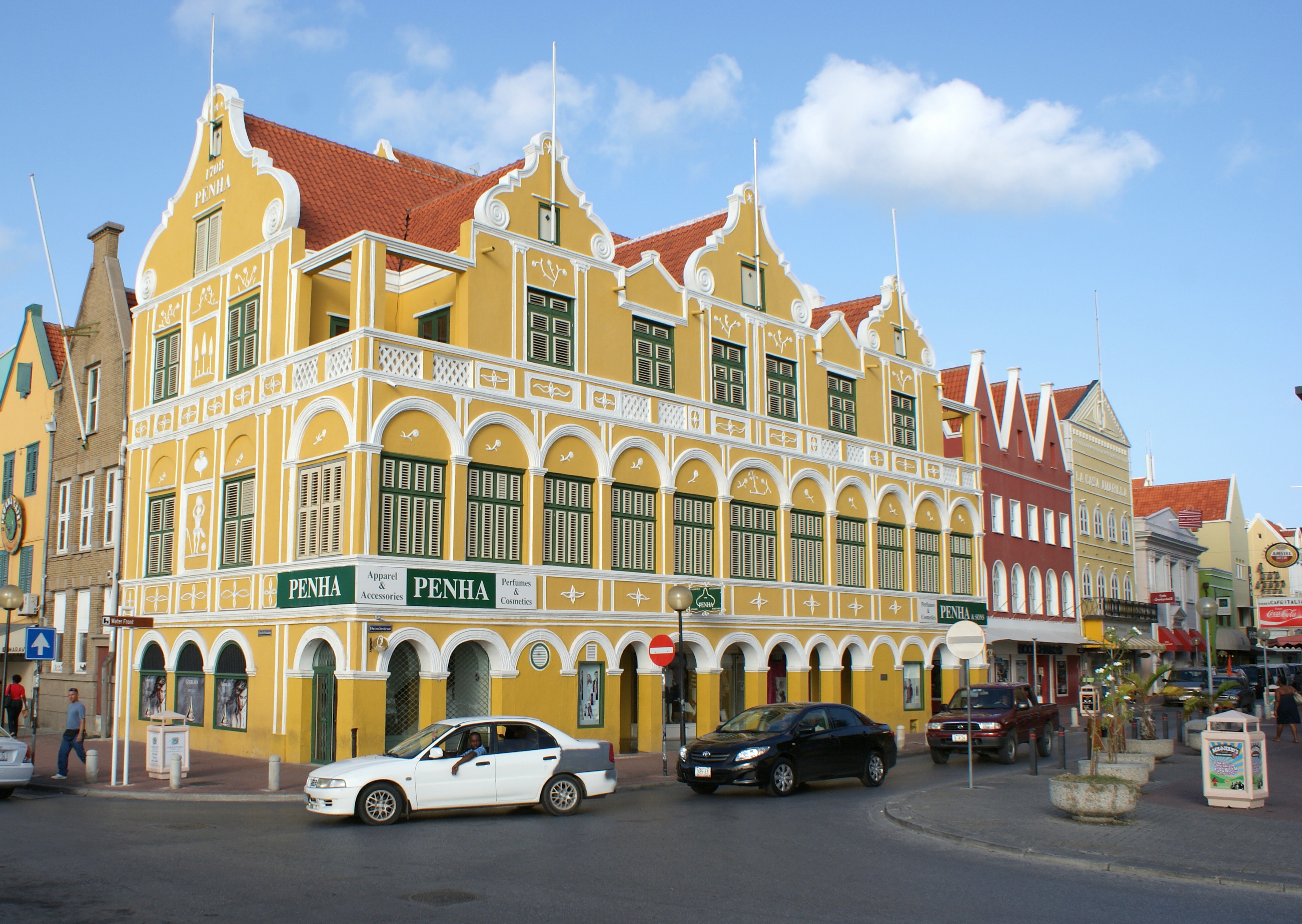
Het Penhagebouw, een van de gebouwen op de Werelderfgoedlijst

Curaçao was van 1863 tot 1925 opgedeeld in vijf districten; hierna is dit teruggebracht tot de twee buitendistricten Bandabou en Bandariba en het stadsdistrict Willemstad. In de loop der jaren is de hoofdstad Willemstad het hele gebied rond de grote natuurlijke haven, het Schottegat, gaan beslaan. Daardoor zijn veel dorpjes die eerst los lagen, aaneengegroeid tot een groot verstedelijkt gebied. De stad beslaat ongeveer een derde van het hele eiland in het oosten. De bekendste wijken van Willemstad zijn:
- Punda, het historische stadscentrum met de Handelskade aan de Sint Annabaai
- Otrobanda, aan andere kant van de Sint Annabaai
- Pietermaai, ten oosten van Punda
- Scharloo, ten noorden van Punda en Pietermaai, aan de overzijde van het Waaigat
- Julianadorp, een buitenwijk aan de westkant van de stad, rond 1928 in opdracht van Shell gebouwd voor haar personeel
- Emmastad, gebouwd voor Shell in de jaren vijftig, nadat Julianadorp vol was.
- Saliña, ligt tegen Punda aan en heeft vele winkels en restaurants
- Brievengat, een buitenwijk in het noorden van de stad.

Andere plaatsen ten westen van Willemstad zijn:
- Barber
- Boca Samí of Boca Sint Michiel
- Buena Vista
- Grote Berg
- Hato
- Lagun
- Sint Willibrordus
- Soto
- Souax
- Tera Corá
- Westpunt

Ten oosten van Willemstad liggen:
- Jan Thiel
- Koraal Partir
- Montaña Rey
- Nieuwpoort
- Santa Rosa
- Sint Joris
- Spaanse Water

### Klimaat
Het klimaat van Curaçao is semi-aride. Volgens de klimaatclassificatie van Köppen heeft Curaçao voor het grootste deel een tropisch semi-aride steppeklimaat (BSh). Het westelijk deel van het eiland is vochtiger, hier heerst een tropisch savanneklimaat (As). De meeste regen valt tussen oktober en december, het regenseizoen. Er valt gemiddeld ongeveer 600 mm regen per jaar, op de westelijke zijde iets meer en op de oostelijke helft in het algemeen wat minder. Deze gemiddelde neerslagsom is ongeveer vergelijkbaar met de jaarlijkse neerslagsom van Nederland, maar omdat de verdamping op Curaçao veel groter is, is het eiland daardoor toch vrij droog. Bovendien varieert de jaarlijkse neerslag enorm. In sommige jaren valt er meer dan 1000 mm regen, terwijl andere jaren kurkdroog blijven.
De temperaturen zijn relatief constant met kleine verschillen door het hele jaar heen. De passaatwinden brengen overdag verkoeling en dezelfde passaatwinden brengen 's nachts warmte. De jaargemiddelde temperatuur is overdag 31,4 °C en 's nachts 25,7 °C. De koudste maand is januari met een gemiddelde temperatuur van 26,6 °C en de warmste maand is september met een gemiddelde temperatuur van 29,1 °C. De hoogste temperatuur ooit gemeten was 38,3 °C en de laagste ooit was 19,7 °C, gemeten op 2 januari 2014. De maanden februari tot en met augustus behoren tot de droogste maanden van Curaçao. Het zeewater rond Curaçao is gemiddeld rond de 27 °C en is het koudst (gemiddeld 25,9 °C) rond februari-maart en het warmst (gemiddeld 28,2 °C) rond september-oktober.
Het seizoen van de orkanen loopt van juni tot en met november, maar tropische stormen of orkanen bereiken zelden Curaçao. De laatste tropische stormen en orkanen, die dicht bij het eiland langskwamen waren Joan in 1988, Cesar in 1996, Felix in 2007 en Omar in 2008. In 2010 kreeg Curaçao te maken met de staart van orkaan Tomas, die grote waterschade aanrichtte. Orkaan Matthew heeft in 2016 voor veel waterschade gezorgd in het westelijke gedeelte van Curaçao.
| Maand                                     | jan  | feb  | mrt  | apr  | mei  | jun  | jul  | aug  | sep  | okt   | nov   | dec  | Jaar  |
| ----------------------------------------- | ---- | ---- | ---- | ---- | ---- | ---- | ---- | ---- | ---- | ----- | ----- | ---- | ----- |
| Hoogste maximum (°C)                      | 33,3 | 33,2 | 33,0 | 34,7 | 36,0 | 37,5 | 35,0 | 37,4 | 38,3 | 36,0  | 35,6  | 33,3 | 35,3  |
| Gemiddeld maximum (°C)                    | 29,9 | 30,1 | 30,7 | 31,4 | 32,0 | 32,1 | 32,1 | 32,7 | 32,8 | 32,1  | 31,1  | 30,3 | 31,4  |
| Gemiddelde temperatuur (°C)               | 26,6 | 26,7 | 27,2 | 27,8 | 28,4 | 28,6 | 28,5 | 28,9 | 29,1 | 28,6  | 28,0  | 27,2 | 28,0  |
| Gemiddeld minimum (°C)                    | 24,4 | 24,5 | 24,9 | 25,6 | 26,3 | 26,5 | 26,1 | 26,5 | 26,6 | 26,2  | 25,6  | 24,9 | 25,7  |
| Laagste minimum (°C)                      | 21,5 | 20,6 | 21,3 | 22,0 | 21,6 | 22,4 | 22,3 | 21,3 | 21,7 | 21,9  | 22,0  | 21,6 | 21,7  |
|                                           |      |      |      |      |      |      |      |      |      |       |       |      |       |
| Neerslag (mm)                             | 46,0 | 28,8 | 14,4 | 19,4 | 21,3 | 22,4 | 41,3 | 39,7 | 49,1 | 102,0 | 122,4 | 95,5 | 602,0 |
| Zonuren (uur/dag)                         | 8,5  | 8,9  | 8,8  | 8,3  | 8,6  | 8,9  | 9,4  | 9,8  | 8,7  | 8,0   | 7,8   | 8,0  | 8,6   |
| Regendagen (dag)                          | 8,5  | 5,5  | 2,5  | 2,4  | 2,2  | 3,2  | 6,3  | 4,6  | 4,7  | 8,1   | 10,9  | 11,4 | 70,3  |
| Relatieve luchtvochtigheid (%)            | 78,5 | 78,5 | 77,3 | 78,2 | 77,9 | 77,5 | 78,1 | 77,8 | 78,1 | 79,6  | 80,6  | 79,5 | 78,5  |
| Bron: (en) Meteorologische Dienst Curacao |      |      |      |      |      |      |      |      |      |       |       |      |       |

### Natuur

#### Flora

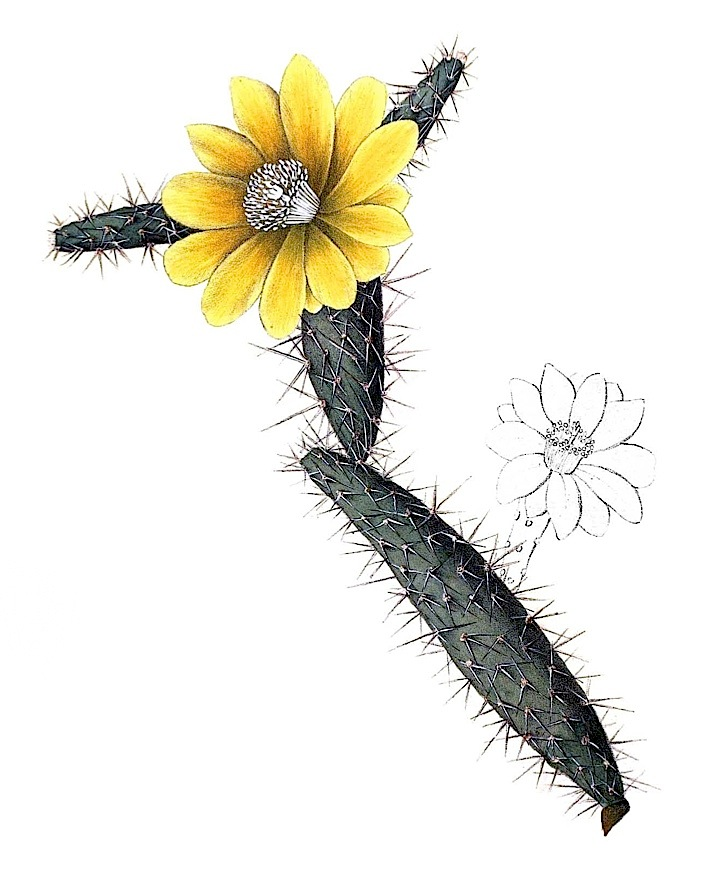
Kaka di pushi (Opuntia curassavica)

De vegetatie van kunuku bestaat voornamelijk uit verschillende soorten cactussen, laag struikgewas en lage bomen. De dividivi is een van de bekendste bomen. Aloësoorten en agaves komen in verwilderde vorm voor. Daarnaast groeien er verschillende kruiden en komen er ook orchideeën voor.
Vachellia en Caesalpinia zijn kenmerkende boomsoorten voor het eiland met soorten als Caesalpinia coriaria en Vachellia tortuosa. Kenmerkende cactussen zijn Melocactus en Opuntia
In het westen van het eiland bevinden zich twee natuurgebieden:
- het gebied rond de Sint-Christoffelberg, het Christoffelpark, een nationaal park en
- aangrenzend hieraan het Nationaal park Shete Boka. In dit gebied komen zeeschildpadden voor. Tevens bij Boka Ascencion nabij landhuis Ascencion komen zeeschildpadden voor. Bij Sint Willibrordus met de zoutpannen van Jan Kok is er een natuurreservaat, waar flamingo's voorkomen.
- In hofi Pastoor vindt men de oudste boom van Curaçao de "kapokboom" (Ceiba pentandra) en diverse andere vegetatie van het eiland.
- “Op Curaçao zijn er diverse gebieden met mangroves, zoals de mangroves te Santa Cruz, de mangroves bij de St. Jorisbaai, de mangroves in het Spaanse Water, de mangroves in de Piscaderabaai en de mangroves in de lagune bij de Koredor.

#### Fauna
Leptonycteris curasoae en Glossophaga longirostris zijn enkele soorten vleermuizen van het eiland. Calomys hummelincki is een soort woelmuis kenmerkend voor het eiland. Het eiland heeft 217 soorten vogels, zoals de gele en de oranje troepiaal, de rode flamingo, de maisparkiet en het suikerdiefje.
Verder leven er op het eiland verschillende soorten hagedissen. De grootste hiervan is de groene leguaan. Deze leguanensoort komt in bijna heel Midden- en Zuid-Amerika voor en wordt door mensen gegeten. Ook leven er allerlei soorten tropische insecten. In de grotten op het eiland leeft een aantal vleermuissoorten die behalve op Curaçao en Bonaire nergens anders voorkomen. Renhagedissen zoals Cnemidophorus muinus kenmerken de reptielen van het eiland. Op het hele eiland is de gestreepte anolis te vinden, een hagedis die alleen voorkomt op Curaçao, Klein Curaçao en Aruba.
Het koraalrif telt ongeveer zestig soorten koraal zoals Montastraea annularis. In de zee rond het eiland leven ongeveer 350 soorten vissen.

### Stranden

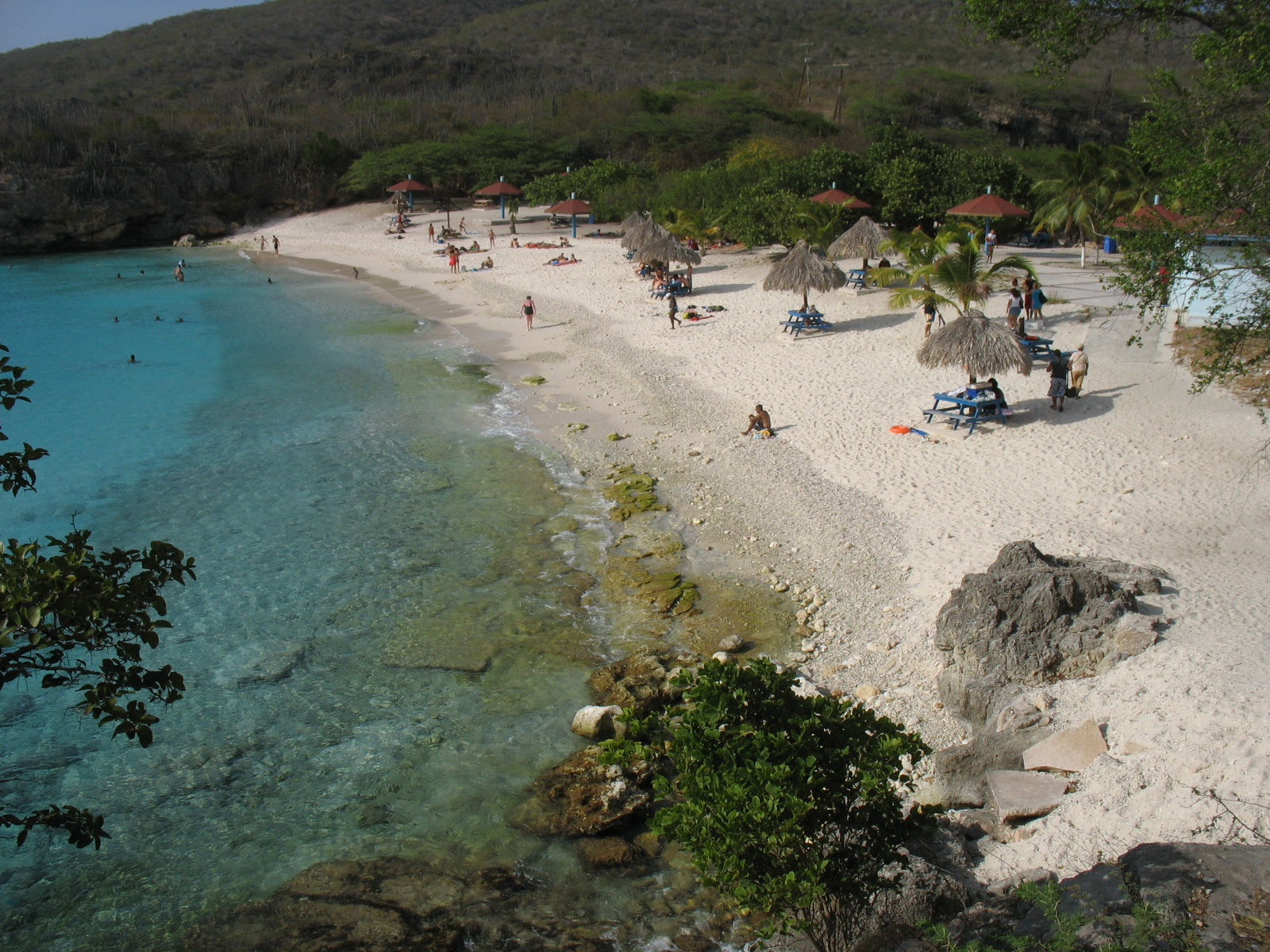
De Grote Knip

Curaçao heeft 37 stranden. De meeste liggen aan de zuidkant van het eiland. De bekendste zijn:
- Baya Beach
- Blauwbaai, Blue Bay
- Daaibooi
- Grote Knip, Kenepa Grandi
- Kleine Knip, Kenepa Chiki
- Kokomo Beach, Vaersenbaai
- Piscaderabaai
- Playa Cas Abao
- Playa Forti

- Playa Jeremi
- Playa Kalki
- Playa Kanoa
- Playa Lagun
- Playa Porto Marie
- Playa Santa Cruz
- Santa Barbara Beach
- Seaquarium Beach
- Sint Michielsbaai, Boca Samí

## Demografie

### Bevolking
Curaçao had op 1 januari 2023 ongeveer 148.925 inwoners, en volgens de volkstelling van dat jaar 155.826 inwoners. Curaçao kent zeer diverse bevolkingsgroepen. Er woonden 102 verschillende nationaliteiten op het eiland in 2006, en 107 in het jaar 2010. De meerderheid van de Curaçaose bevolking stamt af van tot slaaf gemaakte Afrikanen (de Afro-Curaçaoënaars) met aanzienlijke minderheden van Europese Nederlanders, Venezolanen, Colombianen, Chinezen, Libanezen, Joden, Portugezen, Surinamers, Arubanen, Indiërs, Dominicanen, Haïtianen, Jamaicanen en Guyanezen. Met name de Venezolanen, Colombianen en Dominicanen zorgden in de jaren 2010 voor een toename van ongeveer tien procent.
| Mannen           | 24.793 | 61.955  | 71.628  | 70.930  | 68.176  | 60.509  | 68.848  | 70.162  |
| Vrouwen          | 25.372 | 63.226  | 75.256  | 76.458  | 75.921  | 70.118  | 81.715  | 85.596  |
| Curaçao (totaal) | 50.165 | 125.185 | 146.884 | 147.388 | 144.097 | 130.627 | 150.563 | 155.826 |

| Bevolkingsontwikkeling sinds 2001 | Bevolkingsontwikkeling sinds 2001 | Bevolkingsontwikkeling sinds 2001 | Bevolkingsontwikkeling sinds 2001 | Bevolkingsontwikkeling sinds 2001 | Bevolkingsontwikkeling sinds 2001 | Bevolkingsontwikkeling sinds 2001 | Bevolkingsontwikkeling sinds 2001 | Bevolkingsontwikkeling sinds 2001 | Bevolkingsontwikkeling sinds 2001 | Bevolkingsontwikkeling sinds 2001 | Bevolkingsontwikkeling sinds 2001 | Bevolkingsontwikkeling sinds 2001 | Bevolkingsontwikkeling sinds 2001 | Bevolkingsontwikkeling sinds 2001 | Bevolkingsontwikkeling sinds 2001 | Bevolkingsontwikkeling sinds 2001 | Bevolkingsontwikkeling sinds 2001 | Bevolkingsontwikkeling sinds 2001 | Bevolkingsontwikkeling sinds 2001 | Bevolkingsontwikkeling sinds 2001 | Bevolkingsontwikkeling sinds 2001 | Bevolkingsontwikkeling sinds 2001 | Bevolkingsontwikkeling sinds 2001 |
| Jaar                              | 2001                              | 2002                              | 2003                              | 2004                              | 2005                              | 2006                              | 2007                              | 2008                              | 2009                              | 2010                              | 2011                              | 2012                              | 2013                              | 2014                              | 2015                              | 2016                              | 2017                              | 2018                              | 2019                              | 2020                              | 2021                              | 2022                              | 2023                              |
| --------------------------------- | --------------------------------- | --------------------------------- | --------------------------------- | --------------------------------- | --------------------------------- | --------------------------------- | --------------------------------- | --------------------------------- | --------------------------------- | --------------------------------- | --------------------------------- | --------------------------------- | --------------------------------- | --------------------------------- | --------------------------------- | --------------------------------- | --------------------------------- | --------------------------------- | --------------------------------- | --------------------------------- | --------------------------------- | --------------------------------- | --------------------------------- |
| Mannen                            | 60.643                            | 58.860                            | 60.542                            | 60.843                            | 62.222                            | 63.901                            | 65.457                            | 66.447                            | 67.044                            | 67.429                            | 68.700                            | 69.120                            | 69.860                            | 70.824                            | 71.713                            | 72.660                            | 73.320                            | 73.172                            | 72.538                            | 71.277                            | 69.914                            | 68.656                            | 70.162                            |
| Vrouwen                           | 70.179                            | 68.436                            | 70.601                            | 71.812                            | 73.525                            | 75.695                            | 77.445                            | 78.773                            | 79.499                            | 79.693                            | 81.584                            | 82.258                            | 82.938                            | 84.022                            | 85.258                            | 86.329                            | 87.018                            | 86.840                            | 86.121                            | 84.946                            | 83.757                            | 82.410                            | 85.596                            |
| Totaal                            | 130.822                           | 127.296                           | 131.143                           | 132.655                           | 135.747                           | 139.596                           | 142.902                           | 145.220                           | 146.543                           | 147.122                           | 150.284                           | 151.378                           | 152.798                           | 154.846                           | 156.971                           | 158.989                           | 160.338                           | 160.012                           | 158.659                           | 156.223                           | 153.671                           | 151.066                           | 155.826                           |

De bevolking van Curaçao is aan het vergrijzen en ontgroenen. Op 26 maart 2011 was de gemiddelde leeftijd van de bevolking 38,5 jaar, terwijl dit in 1960 nog 25,1 jaar was. Het aantal jongeren tot 15 jaar bedroeg in 2011 19,5% en in 2023 ruim 14% (1960: 41,5%), terwijl het aandeel 65-plussers ten opzichte van 1960 is verdrievoudigd (van 4,3% naar 13,8%).

### Taal
De meest gesproken taal is het Papiaments en het is ook de moedertaal van de Curaçaoënaars. Nederlands wordt onderwezen op scholen als tweede taal, naast Engels en Spaans. Verreweg de meeste Curaçaoënaars beheersen enkele, of alle hiervoor genoemde talen in meer of mindere mate. Er zijn ook immigranten die andere talen spreken zoals Frans, Duits, Arabisch, Haïtiaans-Creools, Sranan Tongo, Portugees en Chinees.
Nederlands was lange tijd de enige officiële taal, maar sinds 2007 zijn Papiaments, Nederlands en Engels gezamenlijk officiële talen. Volgens de volkstelling van 2023 spreekt op Curaçao als thuistaal 78% Papiaments, 8,4% Spaans 7,9% Nederlands en 3,8% Engels.
Voor 1996 werd op Curaçao de Amerikaanse Gebarentaal (ASL) gebruikt, daarna stapte men over op de Nederlandse Gebarentaal (NGT). In het onderwijs wordt anno 2024 Papiaments met Gebaren gebruikt, een combinatie van de NGT en gesproken Papiaments.
De Myrna Dovale School is de enige speciale school op Curaçao, die sinds 1970 onderwijs geeft aan kinderen met een auditieve beperking.
Het Nationaal Taalinstituut Curaçao (NTIC) vraagt om erkenning van de Curaçaose gebarentaal, omdat die beter aansluit op het Papiaments.
Zo wordt de communicatie tussen dove en de horende mensen makkelijker.

### Religie
Bij de meest recente volkstelling van 2023 gaf 91,3% van de bevolking aan religieus te zijn. Het christendom is de grootste religie met 83,8%, hiervan is de grootste denominatie het rooms-katholicisme met 68,22%. Echter daalt het percentage katholieken de laatste jaren vergeleken met vorige volkstellingen.
Andere grotere godsdienstige genootschappen zijn de pinkstergemeenten (6,6%), de protestantse kerk (3,2%), de zevendedagsadventisten (3,0%), jehova's getuigen (0,8%) en een kleine, maar historisch invloedrijke joodse gemeenschap (0,8% in 2001).
Door recente immigratie zijn er ook hindoeïstische en islamitische gemeenschappen op Curaçao bijgekomen.
| Christendom (totaal)              | 122.408 | 93,7 | 135.444 | 90   |         | 83,8  |
| Rooms-katholiek                   | 104.641 | 80,1 | 109.538 | 72,8 | 106.309 | 68,22 |
| Geen religie                      | 6.006   | 4,6  | 8.977   | 6,0  | 13.634  | 8,75  |
| Protestant                        | 5.002   | 3,8  | 4.891   | 3,2  | 4.096   | 2,63  |
| Pinkstergemeente                  | 4.525   | 3,5  | 9.970   | 6,6  | 8.524   | 5,47  |
| Overige christelijke denominaties | 3.207   | 2,5  | 2.570   | 1,7  | -       | -     |
| Zevendedagsadventisten            | 2.826   | 2,2  | 4.454   | 3,0  | 4.694   | 3,01  |
| Evangelisch                       | -       | -    | 2.799   | 2,1  | 2.983   | 1,91  |
| Jehova's getuigen                 | 2.207   | 1,7  | 1.222   | 0,8  | 3.184   | 2,04  |
| Anglicanen                        | -       | -    | -       | -    | 198     | 0,13  |
| Methodisten                       | -       | -    | -       | -    | 597     | 0,38  |
| Andere religie                    | 327     | 0,3  | 1.185   | 0,8  | 5.408   | 3,47  |
| Hindoeïsme                        | -       | -    | 3.058   | 2,0  | 1.211   | 0,77  |
| Jodendom                          | 1.050   | 0,8  | 296     | 0,2  | 265     | 0,17  |
| Islam                             | 512     | 0,4  | 751     | 0,5  | 635     | 0,41  |
| Onbekend                          | 324     | 0,2  | 852     | 0,6  | 4.088   | 2,62  |
| Totaal                            | 130.627 | 100% |         |      | 155.826 | 100   |

## Politiek
Curaçao maakte tot 10 oktober 2010 als eilandgebied deel uit van de Nederlandse Antillen, dat als land samen met Nederland en Aruba tot het Koninkrijk der Nederlanden behoorden. Dit was vastgelegd in het Statuut voor het Koninkrijk der Nederlanden op 15 december 1954. De Staatsregeling van Curaçao is de huidige grondwet.
Tot 2010 had het eilandgebied Curaçao als lokaal parlement de eilandsraad waarin 21 volksvertegenwoordigers elke vier jaar werden verkozen tijdens de eilandsraadsverkiezingen. Het lokale bestuur van het eilandgebied lag bij het bestuurscollege.
Daarnaast had Curaçao 14 zetels in de 21 zetels tellende 'landelijke' Staten van de Nederlandse Antillen.
Op 10 oktober 2010 namen de eilandsraad en het bestuurscollege de vorm aan van respectievelijk de Staten van Curaçao en het Kabinet van Curaçao.

### Staten van Curaçao
Op 27 augustus 2010 vonden verkiezingen plaats voor de eilandsraad van Curaçao. De 21 gekozen leden vormden voor 10 oktober 2010 de eilandsraad, na die datum vormden zij de Staten. Op 10 oktober 2010 werd Ivar Asjes gekozen tot eerste voorzitter van de Staten van Curaçao. De eerste plechtige vergadering van de Staten werd bijgewoond door de voorzitters van de Eerste en Tweede Kamer van de Staten-Generaal van Nederland, René van der Linden en Gerdi Verbeet, en de voorzitter van de Staten van Aruba, Paul Croes.
| Eilandsraad van Curaçao     | Eilandsraad van Curaçao | Eilandsraad van Curaçao | Eilandsraad van Curaçao | Eilandsraad van Curaçao | Eilandsraad van Curaçao | Eilandsraad van Curaçao | Eilandsraad van Curaçao | Eilandsraad van Curaçao | Eilandsraad van Curaçao | Eilandsraad van Curaçao | Eilandsraad van Curaçao | Eilandsraad van Curaçao | Eilandsraad van Curaçao | Eilandsraad van Curaçao | Eilandsraad van Curaçao | Eilandsraad van Curaçao | Staten van Curaçao | Staten van Curaçao | Staten van Curaçao | Staten van Curaçao | Staten van Curaçao |
| Partij                      | 1951                    | 1955                    | 1959                    | 1963                    | 1967                    | 1971                    | 1975                    | 1979                    | 1983                    | 1987                    | 1991                    | 1995                    | 1999                    | 2003                    | 2007                    | 2010                    | 2012               | 2016               | 2017               | 2021               | 2025               |
| --------------------------- | ----------------------- | ----------------------- | ----------------------- | ----------------------- | ----------------------- | ----------------------- | ----------------------- | ----------------------- | ----------------------- | ----------------------- | ----------------------- | ----------------------- | ----------------------- | ----------------------- | ----------------------- | ----------------------- | ------------------ | ------------------ | ------------------ | ------------------ | ------------------ |
| PAR                         | -                       | -                       | -                       | -                       | -                       | -                       | -                       | -                       | -                       | -                       | -                       | 8                       | 5                       | 5                       | 7                       | 8                       | 4                  | 4                  | 6                  | 4                  | 2                  |
| MAN                         | -                       | -                       | -                       | -                       | -                       | 1                       | *                       | 6                       | 8                       | 6                       | 3                       | 6                       | 2                       | 2                       | 5                       | 2                       | 2                  | 4                  | 5                  | 2                  | 2                  |
| PS                          | -                       | -                       | -                       | -                       | -                       | -                       | -                       | -                       | -                       | -                       | -                       | -                       | -                       | -                       | 1                       | 4                       | 5                  | 2                  | 1                  | 0                  | -                  |
| FOL                         | -                       | -                       | -                       | -                       | -                       | 3                       | 8                       | 1                       | 1                       | 1                       | 5                       | 2                       | 4                       | 8                       | 2                       | 1                       | 0                  | -                  | -                  | -                  | -                  |
| PNP                         | 9                       | 9                       | 10                      | 12                      | 6                       | 7                       | 6                       | 5                       | 7                       | 8                       | 10                      | 4                       | 5                       | 2                       | 2                       | 1                       | 1                  | 2                  | 0                  | 4                  | 4                  |
| DP                          | 8                       | 9                       | 9                       | 9                       | 13                      | 7                       | 4                       | 6                       | 5                       | 4                       | 2                       | 1                       | 0                       | 0                       | 1                       | 0                       | 0                  | 0                  | 0                  | 0                  | -                  |
| PLKP                        | -                       | -                       | -                       | -                       | -                       | -                       | -                       | -                       | -                       | -                       | -                       | -                       | 4                       | 3                       | -                       | -                       | -                  | -                  | -                  | -                  | -                  |
| MFK                         | -                       | -                       | -                       | -                       | -                       | -                       | -                       | -                       | -                       | -                       | -                       | -                       | -                       | -                       | -                       | 5                       | 5                  | 4                  | 5                  | 9                  | 13                 |
| FK                          | -                       | -                       | -                       | -                       | -                       | -                       | -                       | -                       | -                       | -                       | -                       | -                       | -                       | -                       | 1                       | -                       | -                  | -                  | -                  | -                  | -                  |
| LNPA                        | -                       | -                       | -                       | -                       | -                       | -                       | -                       | -                       | -                       | -                       | -                       | -                       | -                       | 1                       | 2                       | -                       | -                  | -                  | -                  | -                  | -                  |
| Un Pueblo Nobo (UPN / ORDU) | -                       | -                       | -                       | -                       | -                       | -                       | -                       | -                       | -                       | -                       | -                       | -                       | 1                       | 0                       | 0                       | -                       | -                  | -                  | -                  | -                  | -                  |
| Nos Patria                  | -                       | -                       | -                       | -                       | -                       | -                       | -                       | -                       | -                       | 0                       | 1                       | 0                       | 0                       | 0                       | -                       | -                       | -                  | -                  | -                  | -                  | -                  |
| SI                          | -                       | -                       | -                       | -                       | -                       | -                       | -                       | -                       | -                       | 2                       | 0                       | 0                       | -                       | -                       | -                       | -                       | -                  | -                  | -                  | -                  | -                  |
| PSD                         | -                       | -                       | -                       | -                       | -                       | -                       | 3                       | 3                       | 0                       | -                       | -                       | -                       | -                       | -                       | -                       | -                       | -                  | -                  | -                  | -                  | -                  |
| MASA                        | -                       | -                       | -                       | -                       | -                       | 3                       | **                      | -                       | -                       | -                       | -                       | -                       | -                       | -                       | -                       | -                       | -                  | -                  | -                  | -                  | -                  |
| URA                         | -                       | -                       | -                       | -                       | 2                       | -                       | -                       | -                       | -                       | -                       | -                       | -                       | -                       | -                       | -                       | -                       | -                  | -                  | -                  | -                  | -                  |
| KVP                         | 3                       | 2                       | 2                       | 0                       | -                       | -                       | -                       | -                       | -                       | -                       | -                       | -                       | -                       | -                       | -                       | -                       | -                  | -                  | -                  | -                  | -                  |
| COP                         | 1                       | 1                       | -                       | -                       | -                       | -                       | -                       | -                       | -                       | -                       | -                       | -                       | -                       | -                       | -                       | -                       | -                  | -                  | -                  | -                  | -                  |
| PAIS                        | -                       | -                       | -                       | -                       | -                       | -                       | -                       | -                       | -                       | -                       | -                       | -                       | -                       | -                       | -                       | 0                       | 4                  | 0                  | -                  | -                  | -                  |
| KdNT                        | -                       | -                       | -                       | -                       | -                       | -                       | -                       | -                       | -                       | -                       | -                       | -                       | -                       | -                       | -                       | -                       | -                  | 3                  | 2                  | 0                  | -                  |
| PIN                         | -                       | -                       | -                       | -                       | -                       | -                       | -                       | -                       | -                       | -                       | -                       | -                       | -                       | -                       | -                       | -                       | -                  | -                  | 1                  | 0                  | -                  |
| MP                          | -                       | -                       | -                       | -                       | -                       | -                       | -                       | -                       | -                       | -                       | -                       | -                       | -                       | -                       | -                       | -                       | -                  | 1                  | 1                  | 0                  | -                  |
| Un Kòrsou Hustu (Hustu)     | -                       | -                       | -                       | -                       | -                       | -                       | -                       | -                       | -                       | -                       | -                       | -                       | -                       | -                       | -                       | -                       | -                  | 1                  | -                  | -                  | -                  |
| KEM                         | -                       | -                       | -                       | -                       | -                       | -                       | -                       | -                       | -                       | -                       | -                       | -                       | -                       | -                       | -                       | -                       | -                  | -                  | -                  | 1                  | 0                  |
| TPK                         | -                       | -                       | -                       | -                       | -                       | -                       | -                       | -                       | -                       | -                       | -                       | -                       | -                       | -                       | -                       | -                       | -                  | -                  | -                  | 1                  | 0                  |
| Totaal                      | 21                      | 21                      | 21                      | 21                      | 21                      | 21                      | 21                      | 21                      | 21                      | 21                      | 21                      | 21                      | 21                      | 21                      | 21                      | 21                      | 21                 | 21                 | 21                 | 21                 | 21                 |

* MAN-kandidaten staan op FOL-lijst 

** MASA-kandidaten staan op PSD-lijst 

*** COP-kandidaten staan op NVP-lijst
Een "-" in de tabel betekent dat de desbetreffende partij geen kandidatenlijst had ingediend.

### Kabinet
Gerrit Schotte (MFK) was tot september 2012 de minister-president van Curaçao. Na een conflict met het parlement is hij met zijn kabinet ontslagen, en is een ad interim kabinet aangesteld onder leiding van Stanley Betrian. Bij de daaropvolgende verkiezingen van 19 oktober 2012 wisten de partijen die Schotte's coalitieregering vormden hun oorspronkelijke meerderheid in de Staten van 11 zetels uit te breiden naar 12: Pueblo Soberano 5 zetels, MFK 5, MAN 2. Op 25 oktober 2012 tekenden deze drie partijen een Bereidwilligheidsverklaring tot het vormen van een nieuwe regering.

### Voormalig bestuurscollege
| Gezaghebber              | Partijen | Partijen                   | Periode                           |
| ------------------------ | -------- | -------------------------- | --------------------------------- |
| Lizanne Richards-Dindial | 7        | PAR, PNP en FOL            | 1 juli 2007-10 oktober 2010       |
| Lizanne Richards-Dindial | 6        | PAR, PNP en FOL            | 11 juni 2007-1 juli 2007          |
| Lizanne Richards-Dindial |          | FOL, MAN, NPA en MSL       | 21 december 2006                  |
| Lizanne Richards-Dindial |          | PAR, MAN, PNP, LNPA en MPK | 22 februari 2006-29 november 2006 |
| Stanley Betrian          |          |                            |                                   |
| Elmer Wilsoe             |          | PNP, DP en Nos Patria      | 1991-1995                         |

Het laatste bestuurscollege was als volgt samengesteld:
- Gezaghebber: Lizanne Dindial
- Waarnemend gezaghebber: Magali Jacoba
- Gedeputeerde voor Infrastructuur: Anthony Godett - FOL
- Gedeputeerde: Mike Willem - PAR
- Gedeputeerde: Marilyn Alcalá-Wallé - PAR
- Gedeputeerde: Zita Jesus-Leito - PAR
- Gedeputeerde: David Dick - PAR
- Gedeputeerde: Humphrey Davelaar - PNP
- Eilandssecretaris: Donald de Palm

De rol van waarnemend gezaghebber werd op Curaçao niet door een gedeputeerde maar door een onafhankelijk persoon vervuld. Hij nam enkel waar indien de gezaghebber afwezig was of anderszins zijn functie niet kon uitoefenen.

### Staatkundige hervormingen
In 1993 werd een eerste volksraadpleging over de staatkundige toekomst van Curaçao gehouden. Hoewel de regering pleitte voor een autonome status, koos de bevolking toen in overgrote meerderheid voor voortzetting en herstructurering van de Nederlandse Antillen.
| Optie                                           | Stemmen | %     |
| ----------------------------------------------- | ------- | ----- |
| A: herstructurering van de Nederlandse Antillen | 48.587  | 73,56 |
| B: status aparte voor Curaçao                   | 11.841  | 17,93 |
| C: integratie in Nederland                      | 5.299   | 8,02  |
| D: volledige onafhankelijkheid                  | 325     | 0,49  |
| Blanco en ongeldige stemmen                     | ?       | -     |
| Opkomst                                         | ?       | ?     |

Naar aanleiding van deze uitslag trad de regering af en bij nieuwe verkiezingen won de toen nieuwe partij PAR, die bestond uit voorstanders van herstructurering van de Antillen. De gelijktijdig opgerichte partij C'93 van oud-leider van de FOL Stanley Brown, die pleitte voor integratie in Nederland, werd geen succes.
Al na enkele jaren bleek dat de herstructurering geen oplossing bood voor de grote maatschappelijke en economische problemen op Curaçao. Bovendien ondervonden de andere, kleinere eilanden binnen de Nederlandse Antillen ook steeds meer de nadelige gevolgen van de financiële problemen die dit met zich meebracht. Daarom ontstond wederom discussie over het voortbestaan van de Nederlandse Antillen.
Op 8 april 2005 werd een tweede referendum gehouden, waarin de bevolking van Curaçao zich kon uitspreken over de gewenste staatkundige toekomst van het eiland.
| Optie                                                   | Stemmen | %     |
| ------------------------------------------------------- | ------- | ----- |
| Een autonoom land binnen het Koninkrijk der Nederlanden | 42.425  | 67,83 |
| Deel worden van Nederland                               | 14.769  | 23,61 |
| Een onafhankelijke staat                                | 3.014   | 4,82  |
| Deel blijven uitmaken van de Nederlandse Antillen       | 2.342   | 3,74  |
| Blanco en ongeldige stemmen                             | 474     | 0,75  |
| Opkomst                                                 | 62.550  | 55,04 |

De bevolking heeft met de keuze voor optie A ditmaal de wens van de politici op het eiland gevolgd. Net als bij het referendum in 1993 zijn bijna alle partijen voor een autonome status als land, alleen de kleine nieuwe partij Pueblo Soberano pleit voor volledige onafhankelijkheid. De meningen van het volk zijn echter zeer uiteenlopend en vooral de aanzienlijke steun voor optie D is opmerkelijk, omdat deze optie niet of nauwelijks vertegenwoordigd wordt in de politiek. De voorstanders van deze optie zijn van mening dat voor een beter en veiliger Curaçao integratie met Nederland nodig is. Zij werven met de slogan "P’e Kòrsou ku nos meresé", voor het Curaçao dat wij verdienen.
Tijdens een minirondetafelconferentie in Den Haag op 11 oktober 2006 is met Nederland overeengekomen dat Curaçao de zogenaamde status aparte zou krijgen, net zoals Aruba. Curaçao zou hiermee een autonoom land binnen het Koninkrijk der Nederlanden worden. De Nederlandse regering heeft als onderdeel van dit akkoord aangeboden om 1,18 miljard (70 procent) van de totale staatsschuld van 1,7 miljard te saneren. De afspraken zijn samengevat in een slotverklaring, die nadien op Curaçao onderwerp van veel discussie is geworden. Naar de mening van de oppositiepartijen, waarvan de FOL de belangrijkste was, en de kleinste coalitiepartijen gingen de afspraken niet ver genoeg. De grootste coalitiepartijen, de PAR en de PNP, verdedigden het akkoord. Uiteindelijk werd de overeenkomst door een meerderheid in de eilandsraad van Curaçao verworpen, waarna het bestuurscollege uit elkaar viel en onder leiding van de FOL een nieuwe coalitie tot stand kwam die de tijd tot de nieuwe verkiezingen op 20 april 2007 moest volmaken.
Voor de economische en politieke toekomst van Curaçao zorgde de afwijzing van de afspraken voor veel onzekerheid. Zowel in de politiek als onder de bevolking kwamen voor- en tegenstanders recht tegenover elkaar te staan. Tegenstanders pleitten voor heronderhandelingen, maar zowel het kabinet-Balkenende III als het nieuwe kabinet-Balkenende IV gaf aan hier niets voor te voelen, daarin bijna unaniem gesteund door de Tweede Kamer. Uit peilingen op Curaçao bleek dat door de aanhoudende politieke onrust de steun voor de status aparte sterk terugliep, ten gunste van integratie in Nederland (optie D). Dit is waarschijnlijk mede te danken aan de concretisering van deze optie: ten tijde van het referendum in april 2005 was nog niet bekend hoe deze optie eruit zou kunnen zien en was ze voor velen dan ook geen reële overweging. Pas in oktober 2006 werd door Nederland en de kleine eilanden Bonaire, Saba en Sint Eustatius afgesproken dat voor deze status de Nederlandse Gemeentewet als grondslag zal dienen.
De eilandsraadsverkiezingen waren dan ook cruciaal en draaiden volledig rond het thema slotverklaring. Indien de tegenstanders een meerderheid zouden behalen, dreigde een impasse te ontstaan. In het uiterste geval zou door het uittreden van de andere eilanden uit de Nederlandse Antillen, Curaçao als enige eiland van de Nederlandse Antillen overblijven, met de facto wel een autonome status maar ook met de torenhoge overheidsschuld van de Nederlandse Antillen.
Uiteindelijk haalden bij de eilandsraadsverkiezingen zelf de voor- noch de tegenstanders een duidelijke meerderheid. De twee partijen die voor de slotverklaring pleitten, de PAR en de PNP, wisten echter een akkoord te bereiken met grote verliezer FOL over de vorming van een nieuwe coalitie. Afgesproken werd opnieuw over de slotverklaring te stemmen. Na een lange vergadering stemde de Curaçaose eilandsraad in de nacht van 6 op 7 juli 2007 alsnog onder voorwaarden in met de slotverklaring: PAR, PNP, FOL en DP stemden nu met 12 van de 21 zetels voor. Op 28 augustus werd vervolgens een akkoord ondertekend met Nederland over het staatkundige proces, waarna de eilandsraad een dag later dit akkoord met 13 stemmen bekrachtigde van de PAR, PNP, FOL, DP en FK. Het lag in de bedoeling om op 15 december 2008 de autonome status van "land binnen het Koninkrijk" te krijgen. In mei 2008 is in de Regiegroep door Sint Maarten, Curaçao en Nederland op Curaçao definitief vastgesteld dat de streefdatum van 15 december als invoeringsdatum voor de nieuwe staatkundige verhoudingen niet haalbaar is. Wel is het mogelijk op die datum alle benodigde wetgeving gereed te hebben zodat die kan worden ingediend bij het Nederlandse parlement, de Staten van de Nederlandse Antillen en de Eilandsraden van Curaçao en Sint Maarten. Daarom zal op 15 december 2008 een rondetafelconferentie worden georganiseerd om het totale pakket aan wetgeving te toetsen aan de eerder overeengekomen criteria uit de slotverklaring.
Kijkend naar de planning hebben partijen besloten advies te vragen aan de Raad van State van het Koninkrijk hoe een versnelling naar de autonome status kan worden gerealiseerd en hoe het wetgevingsproces kan worden verkort tot januari 2010, wanneer nieuwe Statenverkiezingen zouden moeten worden gehouden.
De Raad van State heeft in een zogenoemd 'voorlichtingadvies' aan de Nederlandse en Antilliaanse regeringen geadviseerd om de gouverneur van de Nederlandse Antillen, de vertegenwoordiger van de koningin, tijdelijk een spilfunctie te geven met eigen bestuurlijke bevoegdheden en een eigen ambtelijke organisatie. De gouverneur kan de spilfunctie tijdelijk vervullen dankzij een uitzonderingsartikel in het Koninkrijksstatuut, artikel 51. Dat artikel maakt het mogelijk om bestuurlijk in te grijpen bij wanbestuur. Daar is volgens de Raad van State overigens geen sprake van, maar het is toch mogelijk omdat het gaat om een bijzondere situatie, namelijk de overgang naar een nieuwe staatkundig model.
Opvolging van dat advies zet in de praktijk de Nederlandse en Antilliaanse parlementen buitenspel. De gouverneur legt alleen directe verantwoording af aan de Rijksministerraad. De Raad van State zegt zich van die situatie bewust te zijn. Maar het gaat om „een tijdelijke situatie” waarbij op termijn „de normale verantwoording weer kan plaatsvinden”.
Op 15 mei 2009 gingen de inwoners van Curaçao naar de stembus om zich in een referendum uit te spreken over de staatkundige toekomst van het eiland. Bijna 120.000 mensen konden aangeven voor of tegen de nieuwe staatkundige verhouding met Nederland te zijn. Een meerderheid van 52% sprak zich uit voor de voorgelegde nieuwe staatkundige verhouding. Door deze uitslag is Curaçao een autonoom land binnen het Koninkrijk der Nederlanden geworden.

### Aanwijzing
Het beroep van de Raad van ministers van Curaçao tegen het koninklijk besluit van 13 juli 2012, houdende het geven van een aanwijzing aan het bestuur van Curaçao tot aanpassing van de begroting van 2012, is deels ongegrond verklaard.

### Corruptie en nepotisme
Curaçao is een klein eiland, waar de meeste invloedrijke mensen elkaar kennen, waar veel zaken informeel worden afgehandeld, familieverbanden sterk zijn en er hierdoor veel belangenverstrengeling is. Het eiland heeft een lange historie van corruptie waarbij familieleden en vrienden functies worden toegeschoven. Dit heeft er toe geleid dat salarissen in de overheidssector vaak hoger zijn dan in Nederland. Ondanks herhaalde verzoeken voor het invoeren van een balkenendenorm, is dit op Aruba wel gelukt, maar op Curaçao niet. De grote mate van inkomensongelijkheid wordt vaak aangedragen als de oorzaak van corruptie. Hiernaast is inkomensongelijkheid een gevolg van corruptie: Curaçao bevindt zich dus in een vicieuze cirkel van corruptie en inkomensongelijkheid. Verschillende Curaçaose politici werden veroordeeld tot (gevangenis)straffen.
Na 10-10-2010 kreeg Curaçao een nieuwe start. Nederland nam de staatsschuld van de voormalige Nederlandse Antillen over, waarvan het leeuwendeel afkomstig was van het eilandgebied Curaçao. Echter, was de staatsschuld in twee jaar al weer torenhoog met veel berichten over corruptie.

## Economie

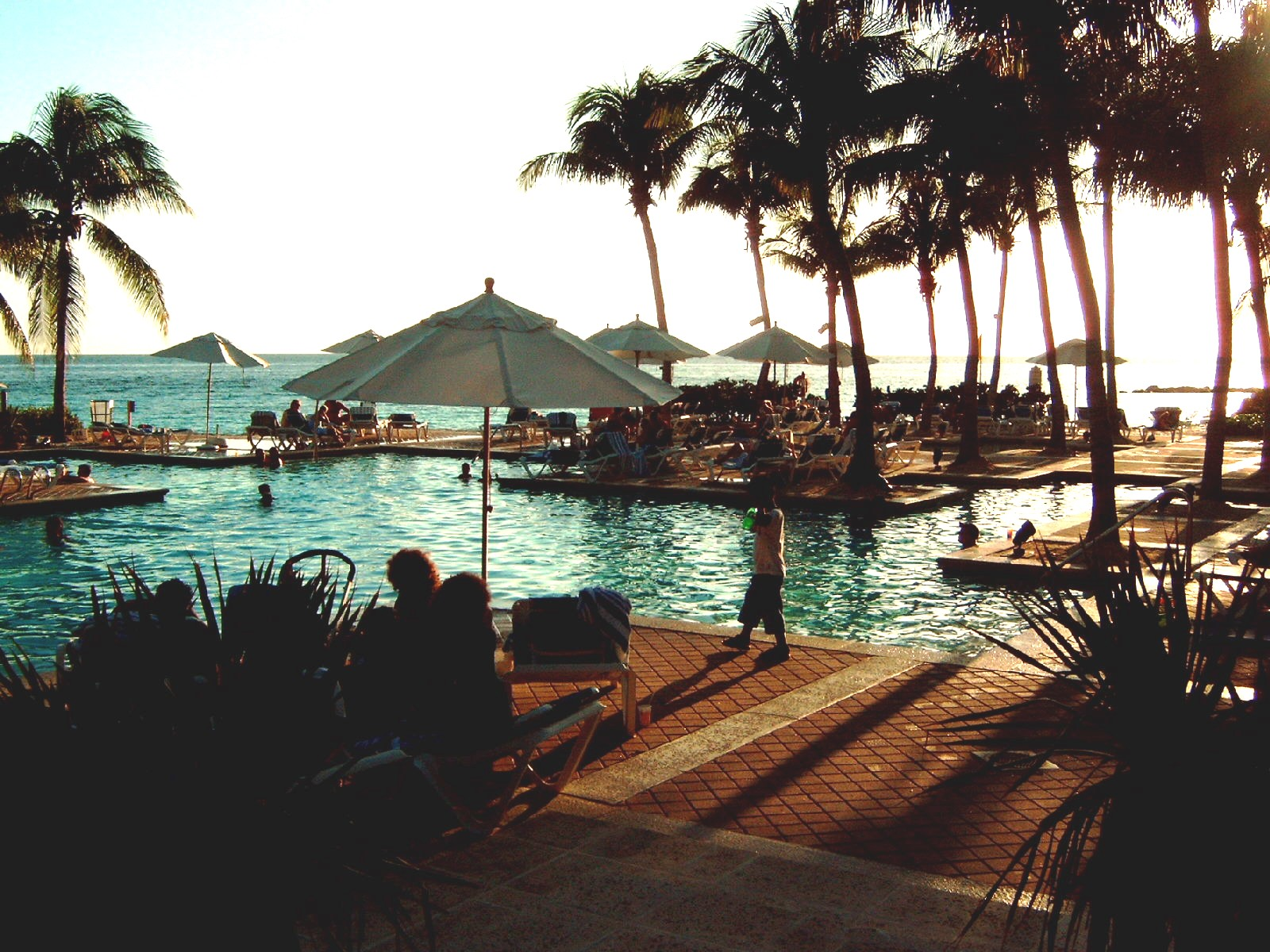
Toerisme is een belangrijke inkomstenbron

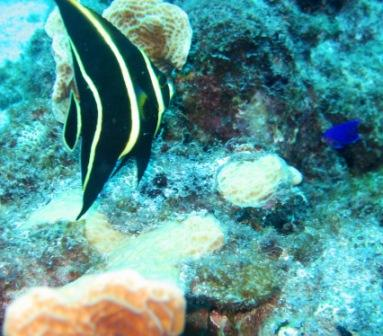
Duiken op Curaçao

### Munteenheid
De munteenheid van Curaçao is vanaf 31 maart 2025 de Caribische gulden, met als afkorting Cg of XCG. De munt is gekoppeld aan de Amerikaanse dollar en wordt ook gebruikt op Sint Maarten. De voorganger van de Caribische gulden is de Antilliaanse gulden, afkorting ANG (van de voormalige Nederlandse Antillen). Deze munt werd niet alleen gebruikt op Curaçao en Sint Maarten, maar tot 1986 ook op Aruba en tot 2010 ook nog op Bonaire, Saba en Sint Eustatius. 

### Bedrijvigheid
Rond de Tafelberg werden in 1874 hoogwaardige fosfaatmineralen ontdekt. Een eerste mijnexploitatie werd gestart maar al in 1887 gesloten. De Mijnmaatschappij Curaçao (MMC) heropende de mijn in 1910 en gebruikte een tramweg met ezels. Deze ezeltractie werd in de jaren 1930 vervangen door petroleumlocomotieven. In 1973 werd de productie van fosfaat gestopt in verband met de hoge kosten van stookolie en de aanvoer uit o.a. Noord Afrika naar Europa tegen veel lagere prijzen. De productie van kalksteen werd echter voortgezet ten behoeve van de wegen en woningbouw. Wel werd er nog fosfaatzand met een laag Ph gehalte geëxporteerd naar o.a. Guyana.
Het eiland heeft een uitstekende infrastructuur, die ver boven die van de regio uitsteekt. Curaçao leeft thans deels van handel, waaronder offshorehandel en de Vrije Zone en toerisme, dat vooral opkwam nadat de Verenigde Staten een boycot tegen Cuba hadden ingesteld. Ook activiteiten rondom de haven, zoals scheepsreparatie en containeroverslag zijn zeer belangrijk. De diepe, natuurlijke zeehaven van Willemstad is de beste van het Caribisch Gebied en heeft een lange geschiedenis als belangrijk handels- en overslagcentrum in de regio. Rondom het Schottegat liggen het grootste droogdok, een containerterminal, werven voor goederen en aanlegplaatsen voor toeristenschepen. Ook ligt aan het Schottegat een olieraffinaderij die niet meer operationeel is. Andere commerciële havens zijn: Bullenbaai, Caracasbaai, Fuikbaai en Sint Michielsbaai.
Het eiland heeft een bruto binnenlands product (bbp) per hoofd van US$ 22.200 (in 2023) en behoort gemiddeld tot de welvarendste eilanden van het Caribisch gebied. Het ontwikkelingsniveau van Curaçao is relatief hoog, met een geschatte HDI-index van 0,81 (Jan. 2014). Tegelijkertijd is er veel armoede op het eiland, waarbij 31,7% van de huishoudens in 2017 onder de nationale armoedegrens leefde. Curaçao heeft een zeer rijke en kleine toplaag, maar ook een aanzienlijke midden- en onderklasse. Met een Gini-coëfficiënt van 42,5% in 2017 is de inkomensongelijkheid hoger dan in veel Europese landen en vergelijkbaar met de Verenigde Staten of landen in de regio. Het gemiddelde bruto gezinsinkomen op het eiland was in 2011 5.332 gulden per maand, of omgerekend ongeveer US$ 3.000.
Economische recessie in de jaren negentig heeft voor een enorme emigratiegolf naar Nederland gezorgd. In de jaren 2000-2009 trok de economie weer aan en groeide de bevolking weer. In het decennium daarna werd de economie van Curaçao door verschillende gebeurtenissen getroffen. De crisis in Venezuela had vanaf ca. 2016 negatieve effecten op het toerisme en de handel van Curaçao. De olieraffinaderij van Curaçao, die eveneens door een Venezolaans staatsbedrijf werd geëxploiteerd, kwam in de jaren erna ook steeds verder stil te liggen en heeft sinds 2020 geen exploitant meer. De coronacrisis had ook zware gevolgen voor de economie van Curaçao. In 2020 kromp het bbp van Curaçao met 18 procent en liep de werkloosheid op tot 19,1 procent. In de jaren 2021-2024 trok de economie weer aan. Dit is grotendeels te danken aan de groei van het toerisme: het aantal verblijfstoeristen nam toe van 463.685 in 2019 tot 700.249 in 2024. De werkloosheid daalde weer tot 7,0% in 2023, hoewel de jeugdwerkloosheid nog 15,0% is.

### Werkloosheid
| Werkloosheidspercentage                   | Werkloosheidspercentage | Werkloosheidspercentage | Werkloosheidspercentage | Werkloosheidspercentage   |
| Land Curaçao                              | Jaar                    | %                       | +/-                     | Kabinet                   |
| ----------------------------------------- | ----------------------- | ----------------------- | ----------------------- | ------------------------- |
| Land Curaçao                              | 2023                    | 7,0%                    | 6,1                     | Kabinet-Pisas II          |
| Land Curaçao                              | 2022                    | 13,1%                   | 6,0                     | Kabinet-Pisas II          |
| Land Curaçao                              | 2020                    | 19,1%                   | 1,7                     | Kabinet-Rhuggenaath       |
| Land Curaçao                              | 2019                    | 17,4%                   | 4,0                     | Kabinet-Rhuggenaath       |
| Land Curaçao                              | 2018                    | 13,4%                   | 0,7                     | Kabinet-Rhuggenaath       |
| Land Curaçao                              | 2017                    | 14,1%                   | 0,8                     | Kabinet-Rhuggenaath       |
| Land Curaçao                              | 2016                    | 13,3%                   | 1,6                     | Kabinet-Koeiman           |
| Land Curaçao                              | 2015                    |                         | 0,9                     | Kabinet-Whiteman I        |
| Land Curaçao                              | 2015                    | 11,7%                   | 0,9                     | Kabinet-Asjes             |
| Land Curaçao                              | 2014                    | 12,6%                   | 0,4                     | Kabinet-Asjes             |
| Land Curaçao                              | 2013                    | 13%                     | 1,5                     | Kabinet-Asjes             |
| Land Curaçao                              | 2013                    | 13%                     | 1,5                     | Kabinet-Hodge             |
| Land Curaçao                              | 2012                    | 11,5%                   | 1,7                     | Kabinet-Betrian           |
| Land Curaçao                              | 2012                    | 11,5%                   | 1,7                     | Kabinet-Schotte           |
| Land Curaçao                              | 2011                    | 9,8%                    | 0,2                     | Kabinet-Schotte           |
| Land Curaçao                              | 2010                    | 10%                     | 0,3                     | Kabinet-Schotte           |
| Nederlandse Antillen Eilandgebied Curaçao | 2009                    | 9,7%                    | 0,6                     | Kabinet-de Jongh-Elhage I |
| Nederlandse Antillen Eilandgebied Curaçao | 2008                    | 10,3%                   | 2,1                     | Kabinet-de Jongh-Elhage I |
| Nederlandse Antillen Eilandgebied Curaçao | 2007                    | 12,4%                   | 2,2                     | Kabinet-de Jongh-Elhage I |
| Nederlandse Antillen Eilandgebied Curaçao | 2006                    | 14,6%                   | 3,6                     | Kabinet-de Jongh-Elhage I |
| Nederlandse Antillen Eilandgebied Curaçao | 2006                    | 14,6%                   | Kabinet-Ys II           |                           |
| Nederlandse Antillen Eilandgebied Curaçao | 2005                    | 18,2%                   | 2,1                     |                           |
| Nederlandse Antillen Eilandgebied Curaçao | 2004                    | 16,1%                   | 1,0                     |                           |
| Nederlandse Antillen Eilandgebied Curaçao | 2003                    | 15,1%                   | 0,5                     | Kabinet-Godett            |
| Nederlandse Antillen Eilandgebied Curaçao | 2003                    | 15,1%                   | 0,5                     | Kabinet-Ys I              |
| Nederlandse Antillen Eilandgebied Curaçao | 2002                    | 15,6%                   | 0,2                     | Kabinet-Pourier III       |
| Nederlandse Antillen Eilandgebied Curaçao | 2001                    | 15,8%                   | 1,6                     | Kabinet-Pourier III       |
| Nederlandse Antillen Eilandgebied Curaçao | 2000                    | 14,2%                   | 2,6                     | Kabinet-Pourier III       |
| Nederlandse Antillen Eilandgebied Curaçao | 1998                    | 16,8%                   | 1,3                     | Kabinet-Pourier II        |
| Nederlandse Antillen Eilandgebied Curaçao | 1997                    | 15,5%                   | 1,4                     | Kabinet-Pourier II        |
| Nederlandse Antillen Eilandgebied Curaçao | 1996                    | 14,1%                   | 0,7                     | Kabinet-Pourier II        |
| Nederlandse Antillen Eilandgebied Curaçao | 1993                    | 13,4%                   | 0,2                     |                           |
| Nederlandse Antillen Eilandgebied Curaçao | 1992                    | 13,6%                   | 0,7                     |                           |
| Nederlandse Antillen Eilandgebied Curaçao | 1991                    | 14,3%                   | 3,5                     |                           |
| Nederlandse Antillen Eilandgebied Curaçao | 1990                    | 17,8%                   | 2,3                     |                           |
| Nederlandse Antillen Eilandgebied Curaçao | 1989                    | 20,1%                   | 3,1                     |                           |
| Nederlandse Antillen Eilandgebied Curaçao | 1988                    | 23,2%                   | -                       |                           |

### Verkeer
Het vliegveld van Curaçao heet Curaçao International Airport. Het is ook bekend als vliegveld Hato, eerder heette het Dr. Albert Plesman Luchthaven.
Curaçao is goed per auto te verkennen. Nederlandse bezoekers moeten daarbij rekening houden met andere voorrangsregels: niet rechts, maar rechtdoor gaat voor op een T-kruising. Ook moet worden gelet op voetgangers, omdat trottoirs vaak ontbreken.
Er is openbaar vervoer per bus voor de langere afstanden.

## Defensie
Centraal op Curaçao ligt Marinebasis Parera. Vanaf deze basis is de staf van Commandant der Zeemacht in het Caraïbisch Gebied (CZMCARIB) aan het werk om alle operaties aan te sturen. De basis biedt ook huisvesting aan een roulerende compagnie van het Commando Landstrijdkrachten (CLAS), de bootgroep Curaçao, het Kustwachtsteunpunt Curaçao en het Reddings- en Coördinatie Centrum van de Kustwacht Caribisch Gebied. Daarnaast bevinden zich op de basis ook werkplaatsen, waar al het varend en rollend materieel wordt onderhouden.
De taken van het CZMCARIB inclusief onderliggende eenheden zijn:
- de verdediging van de territoriale integriteit van de landen Aruba, Curaçao en Sint Maarten en de Nederlandse regio Caribisch Nederland;
- het handhaven van de (inter)nationale rechtsorde;
- het ondersteunen van civiele autoriteiten.

### Drugsbestrijding
De Nederlandse en Amerikaanse krijgsmacht houden zich samen intensief bezig met het opsporen en onderscheppen van internationale drugstransporten in het Caribisch gebied. In het kader van deze "war on drugs" zijn de Verenigde Staten militair aanwezig op Curaçao. Deze "Forward Operating Location" (FOL) op Curaçao is er gekomen toen de VS hun militaire aanwezigheid in Panama moesten beëindigen. Op 3 maart 2000 tekende het Koninkrijk der Nederlanden een verdrag met de Verenigde Staten over de vestiging van een Forward Operating Location op het internationale vliegveld van Curaçao, Hato Airport. Deze Forward Operating Location heeft niet de status van luchtmachtbasis en Amerikaanse vluchten vanaf Curaçao worden ongewapend uitgevoerd.
Op Hato Airport is sindsdien een vaste groep van tien à vijftien militairen op Curaçao gevestigd, die permanent aangevuld wordt met 300 op roulatiebasis aanwezige militairen. Tevens zijn vijf straaljagers, F-16's of F-15's, en drie kleinere verkenningsvliegtuigen op Hato Airport gestationeerd. De activiteiten van de Amerikaanse luchtmacht bij het onderscheppen van drugstransporten op zee worden ondersteund door schepen van de Koninklijke Marine.

## Cultuur

### Bezienswaardigheden
- Meer dan 860 beschermde historische gebouwen en archeologische sites.[43] De meeste gebouwen liggen in het historisch centrum van Willemstad.
- Streetart
- Landhuizen van Curaçao
- Curaçao Sea Aquarium
- Grotten van Hato
- Fort Beekenburg
- Fort Amsterdam
- Sint Annabaai
- Kathedraal van Pietermaai
- Mikvé Israël-Emanuelsynagoge

Curaçao telt van alle Nederlandse eilanden het meeste aantal beelden en sculpturen. Zie voor een overzicht de lijst van beelden in Curaçao. De beeldentuin Blue Bay is in deze lijst niet opgenomen.

### Film, theater en muziek
- Teatro Luna Blou
- The Cinemas
- The Movies
- Cinemark

### Musea
- Curaçaos museum
- Museum Kurá Hulanda
- Tula Museum
- Landhuis Chobolobo, destilleerderij van Curaçaolikeur
- Maritiem Museum Curaçao
- Fortkerk Museum
- Joods Cultureel Historisch Museum
- Museum di Ka’i Orgel
- Openluchtmuseum Kas di Pal'i Maishi
- Savonet Museum
- Octagon Museum
- Den Paradera botanische en historische tuin
- Literair Museum
- Natuurhistorisch Museum Curaçao
- Postmuseum
- Yotin Kortá Geldmuseum

### Evenementen
- Carnaval
- Seú-oogstfeest op tweede paasdag
- Full Moon Party
- Curaçao International Jazz Festival
- Curaçao Dive Festival
- Curaçao Salsa Festival
- Sami Sail
- Fuikdag
- Kaya Kaya festival (zie Streetart in Curaçao)
- Open Atelier Route

### Sport
De populairste sport op het eiland is honkbal, gevolgd door voetbal. Verder wordt er ook aan andere sporten gedaan, zoals atletiek, basketbal, golf, hockey, squash, tennis, volleybal en vele watersporten. Er zijn op het eiland drie golfbanen.

## Natuur
- Kruidentuin Den Paradera
- Shete Boka Park[44]
- Diverse koraalriffen waar men kan duiken
- Fort Nassau
- Struisvogelfarm
- Zoutpannen met flamingo's te Jan Kok
- Dierentuin Parke Tropikal[45]
- Hòfi Mango

## Media

#### Kranten
- Caraïbische uitgave van de Telegraaf, in het Nederlands
- Amigoe, Nederlands
- Antilliaans Dagblad, Nederlands
- Bala, Papiaments
- Boletin, Papiaments
- Extra, Papiaments
- Nobo, Papiaments
- Vigilante, Papiaments

### Tijdschriften
- Dolfijn FM Magazine, gratis Nederlandstalig weekblad
- On Top Magazine, maandblad
- Resida, Nederlandstalig

### Radio en televisie
LineaRecta was de dagelijkse actualiteitenuitzending van Radio Nederland Wereldomroep speciaal voor de Antillen en Aruba. Enkele lokale radio-omroepen en televisie-uitzendingen zijn Nederlandstalig.

#### Televisiekanalen
- TeleCuraçao, Papiamentstalig
- CBA, Papiamentstalig
- Nos Pais Television kanaal 4, Papiamentstalig, Nederlandstalig, Engelstalig
- TV Direct, Papiamentstalig
- Venezolaanse kanalen, gratis
- Amerikaanse kanalen, via satelliet, maar niet gratis
- Kanal 24, gratis

#### Satellietbedrijven
- DirecTV
- Dish Network
- Flow
- Tres